# Protesty v Rusku (2011–2013)

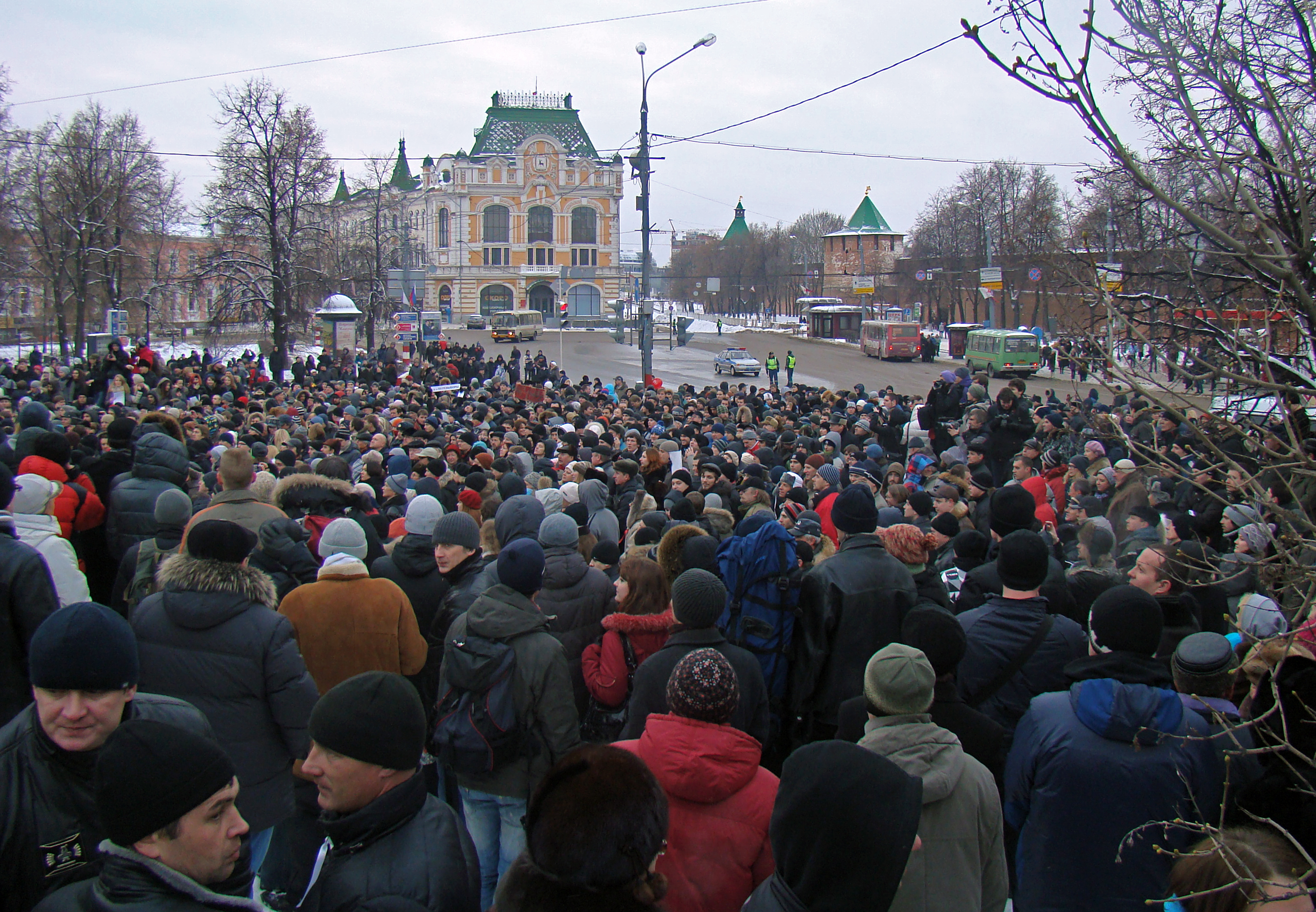
Protesty v Nižním Novgorodu

Povolební protesty v Rusku 2011–2013 začaly ve velkých městech po celém Rusku v důsledku podezření, že volby do Státní dumy byly na více místech zmanipulované a doprovázené volebními podvody. V Moskvě a Petrohradu začaly protesty již večer 4. prosince 2011 a pokračovaly i během dalšího týdne. Dne 10. prosince 2011, po týdnu malých demonstrací, Rusko zaznamenalo v Moskvě největší protesty od pádu Sovětského svazu. Celkově protesty proběhly v 99 městech po celé zemi a ve 42 městech v zahraničí. Symbolem protestů se stala bílá stužka.

## Demonstrace

### 5. prosinec 2011
Již ve večerních hodinách 5. prosince 2011 protestovaly tisíce občanů v Moskvě a Petrohradě proti vyhlášeným výsledkům a vítězné straně Jednotné Rusko. Jedná se o třetí největší demonstraci opozice v posledních letech. Demonstranti vykřikující hesla „Rusko bez Putina!“ nesli transparenty, např. s nápisem „Vraťte národu svůj hlas!“ Političtí aktivisté Alexej Navalnyj a Ilja Jašin a další demonstranti skončili ve vězení s patnáctidenními tresty za „protivení se státní moci“.

### 10. prosinec 2011
Protesty z 10. prosince byly považovány za dosud největší demonstraci v době vlády Vladimira Putina a současně od rozpadu Sovětského svazu. Účastnilo se jich 100 000 demonstrantů. Demonstrace probíhaly i v dalších 90 městech. Zatímco úřady v Moskvě povolily shromáždění do 30 000 lidí, četná shromáždění v jiných městech nebyla povolena vůbec. Od začátku protestů bylo zatčeno na 1600 účastníků.
V Moskvě se na Bolotném náměstí (nacházejícím se na břehu řeky Moskva přímo proti Kremlu) sešlo podle odhadu organizátorů přes 100 000 demonstrantů. Podle údaje policie bylo účastníků kolem 25 000. Demonstraci provázel silný kordon policistů, přičemž okolo 50 000 policistů uzavřelo části města, jako například Rudé náměstí. V Petrohradě zveřejnila policie odhad 10 000 demonstrantů.

#### Požadavky
Demonstranti požadovali odstoupení Vladimira Putina a prezidenta Dmitrije Medveděva, rezoluci pro nové volby a prošetření obvinění z volebních podvodů. Na internetové platformě kritické vůči vládě kasparov.ru bylo zveřejněno pět bodů:
1. propuštění všech politických vězňů;
2. anulování zfalšovaných výsledků parlamentních voleb;
3. odstoupení proputinovského vedoucího voleb Vladimira Čurova, vyšetření všech podezření z falšování a potrestání odpovědných osob;
4. připuštění všech opozičních stran k hlasování;
5. nový demokratický volební zákon.

### 24. prosinec 2011

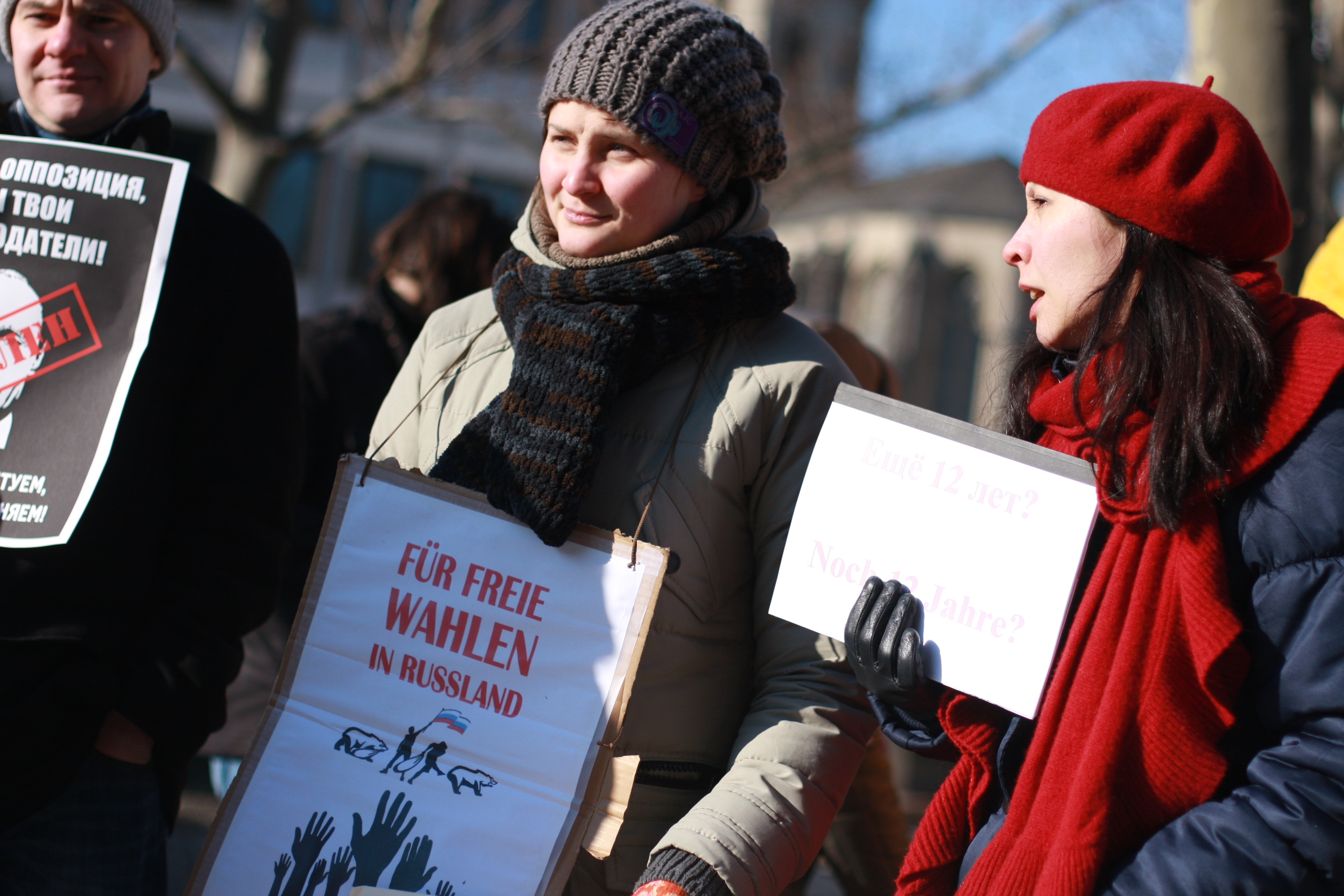
Demonstrace „za svobodné volby v Rusku“, Kolín nad Rýnem 4. únor 2012

Další tisíce demonstrantů protestovaly 24. prosince 2011 v Moskvě, Petrohradu, Novosibirsku a dalších ruských městech proti volebním výsledkům do státní dumy. Podle ministerstva vnitra se na náměstí Bolotnaja sešlo nejméně 28 000 demonstrantů, podle organzátorů jich bylo na 120 000. Byly to největší protivládní protesty od nástupu Vladimira Putina k moci před více než deseti lety. Demonstrace se mj. zúčastnil bývalý ministr financí Alexej Kudrin a Alexej Navalnyj.
.

### 4. únor 2012
Při dvacetistupňových mrazech se konaly po celé zemi další protiputinovské demonstrace, na kterých se podle organizátorů podílelo 120 000 demonstrantů. Ruské ministerstvo vnitra vyčíslilo počet účastníků na 34 000 přičemž uvedlo, že paralelně probíhajících proputinovských demonstracích se zúčastnilo 138 000 sympatizantů. Shromáždění proběhlo bez incidentů. Ve stejný den se konaly protiputinovské protestní akce se stejnými požadavky i v mnohých zemích mimo Rusko.

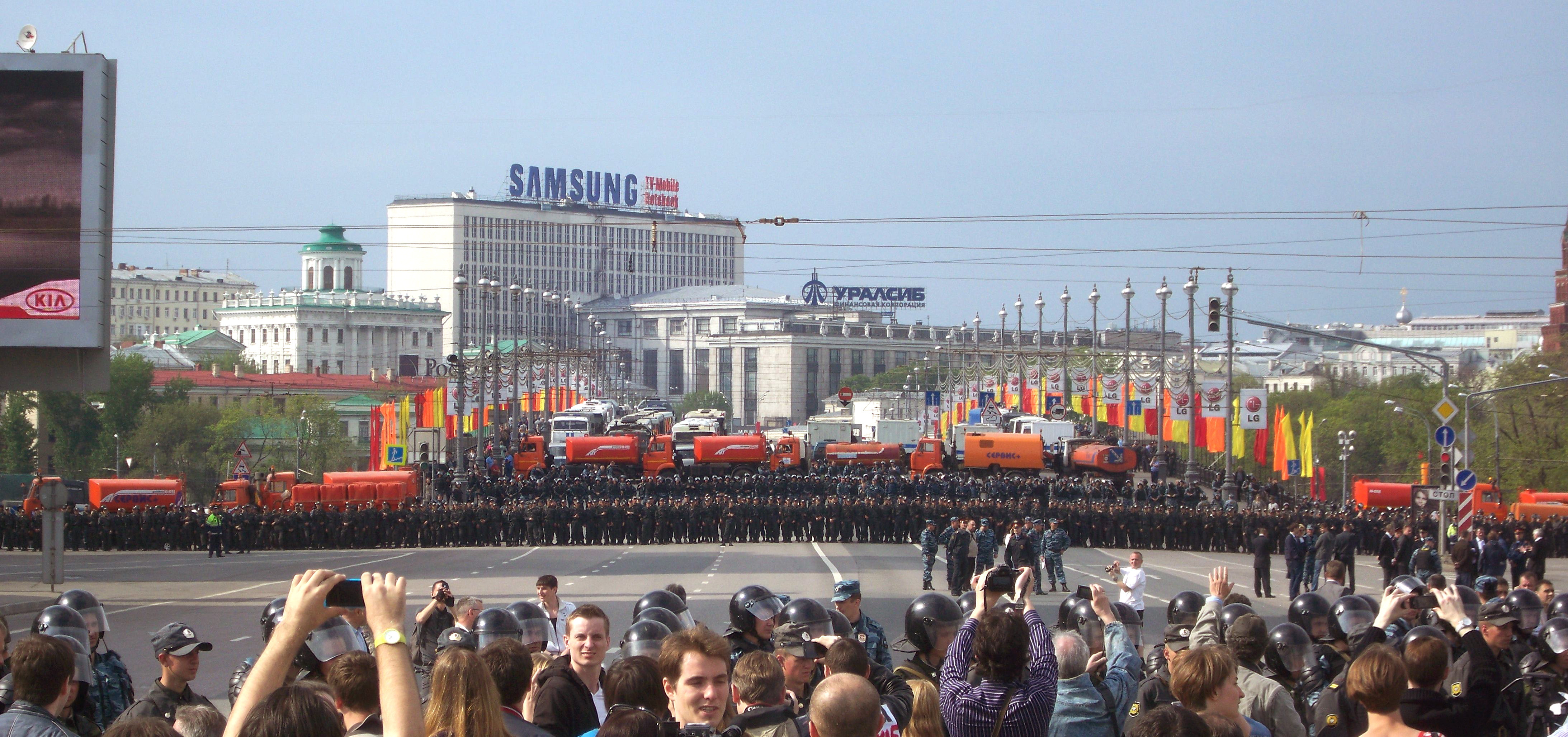
Policejní kordon na Velkém kamenném mostě v Moskvě 6. května 2012

### „Pochod miliónů“ 6. května 2012
K další akci, zvané Pochod miliónů (rusky марш миллионов), došlo 6. května 2012 v Moskvě. Organizátoři (Ilja Jašin) vyčíslili počet demonstrantů na 100 000 až 120 000. Ruské ministerstvo vnitra uvedlo 8000 demonstrujících. Akce probíhala za permanentního odporu ze strany městské správy a policie. Městská správa se vehementně bránila schválit místo konání akce, takže ke schválení došlo až poslední noc před termínem. Tisícům účastníků, kteří přicestovali ze všech koutů země, bylo zabráněno ve vjezdu do Moskvy. Akci doprovázel mohutný kordon policistů, takže došlo k mnoha potyčkám a zatýkání. K velké potyčce s policií došlo, když se část demonstrantů pokusila prorvat přes zátarasy ke Kremlu. Policie zasáhla brutálním bitím; muselo být lékařsky ošetřeno na 40 osob  a podle ruského ministerstva vnitra bylo 460 účastníků zatčeno. Mezi zatčenými byli i opoziční předáci Sergej Udalcov, Boris Němcov a protikorupční obhájce Alexej Navalnyj. V následujícím procesu Bolotnaja bylo obviněno 27 osob z výtržnictví a napadení veřejného činitele.

### 12. červen 2012

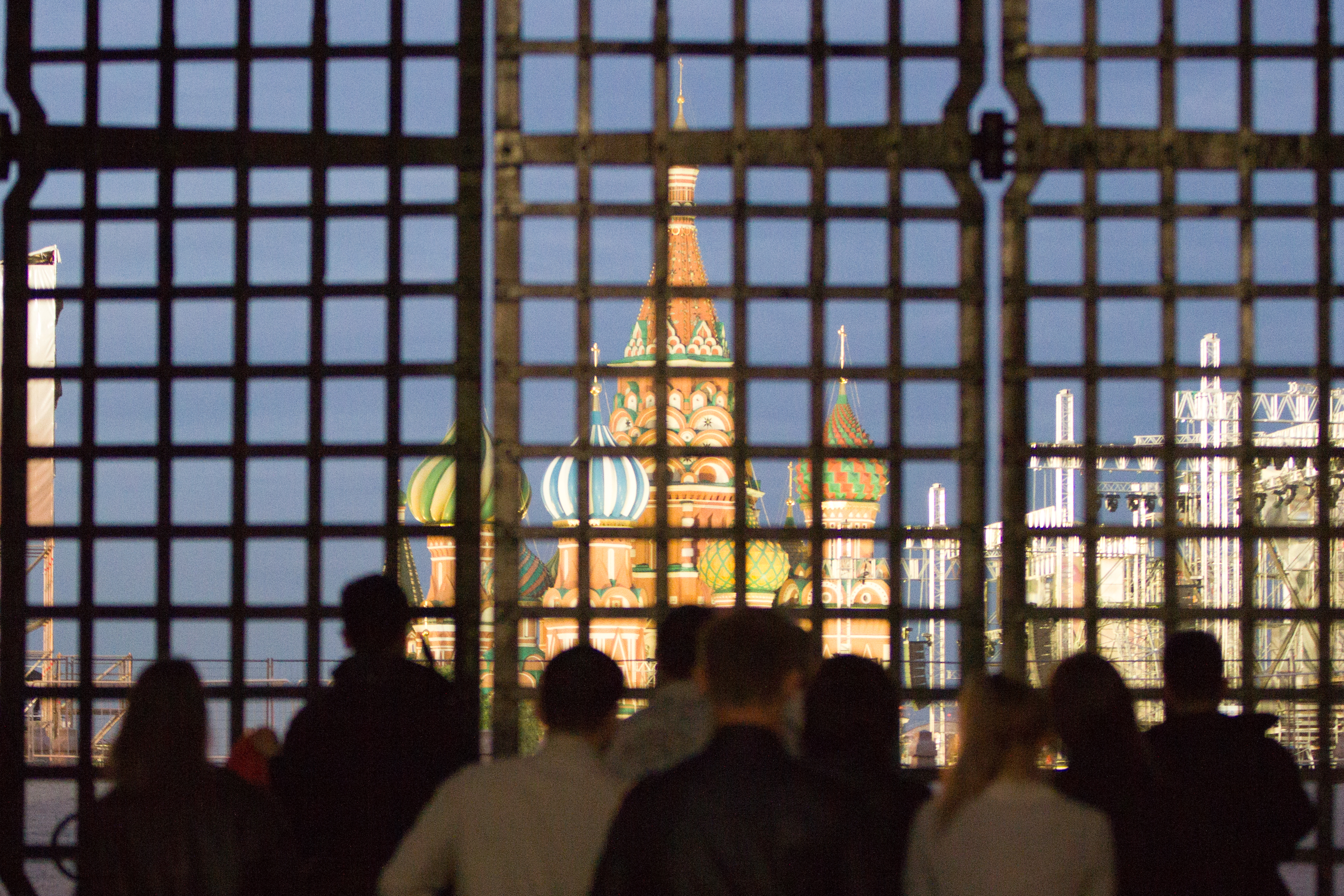
Během protestů 12. června 2012 bylo Rudé náměstí v Moskvě uzavřeno

V Den Ruska 12. června 2012 se na Puškinově náměstí (rusky Пушкинская площадь) shromáždily – přes silný déšť a bouřky – desítky tisíc občanů v poklidném protestu. Protestní akce podléhala povolení státních úřadů, které bylo vydáno. Organizátoři odhadli počet účastníků na 50 000, policie uvedla 15 000. Shromáždění bylo prvním poté, co byly 8. června 2012 zákonem zvýšeny finanční a hmotné sankce případným účastníkům shromáždění. Potenciální účastníci akce byli vystaveni represím a zastrašování ze strany Putinovy administrativy: v neděli 10. června úředníci zatkli pět lidí na základě obvinění souvisejícího s posledním protestem, který skončil potyčkou mezi demonstranty a příslušníky pořádkové policie (protest z 6. května, den před inaugurací Putina do třetího funkčního období). V pondělí, den před shromážděním, vtrhla policie do bytu několika opozičních předáků a sedm z nich (např. Alexeje Navalného, Ilju Jašina a Xeniju Sobčakovou) předvolala k výslechu na hodinu před začátkem akce, aby se akce nemohli zúčastnit. Poslanec a lídr opozice Dmitrij Gudkov (* 1980; syn Gennadije Gudkova * 1956) uvedl, že od úřadů bylo hloupé vydávat úřední předvolání, aby zabránily některým opozičním vůdcům účastnit se protestní akce, protože řečníky je možné změnit a vůdcem je každý: „Je to lidový protest a myslím, že Putin a vláda si to musí uvědomit.“ … „Potřebujeme dialog s úřady a musíme provádět politické reformy, ústavní reformy a reformu soudního systému. Je to jediná cesta z této politické krize v Rusku – jediné východisko.“

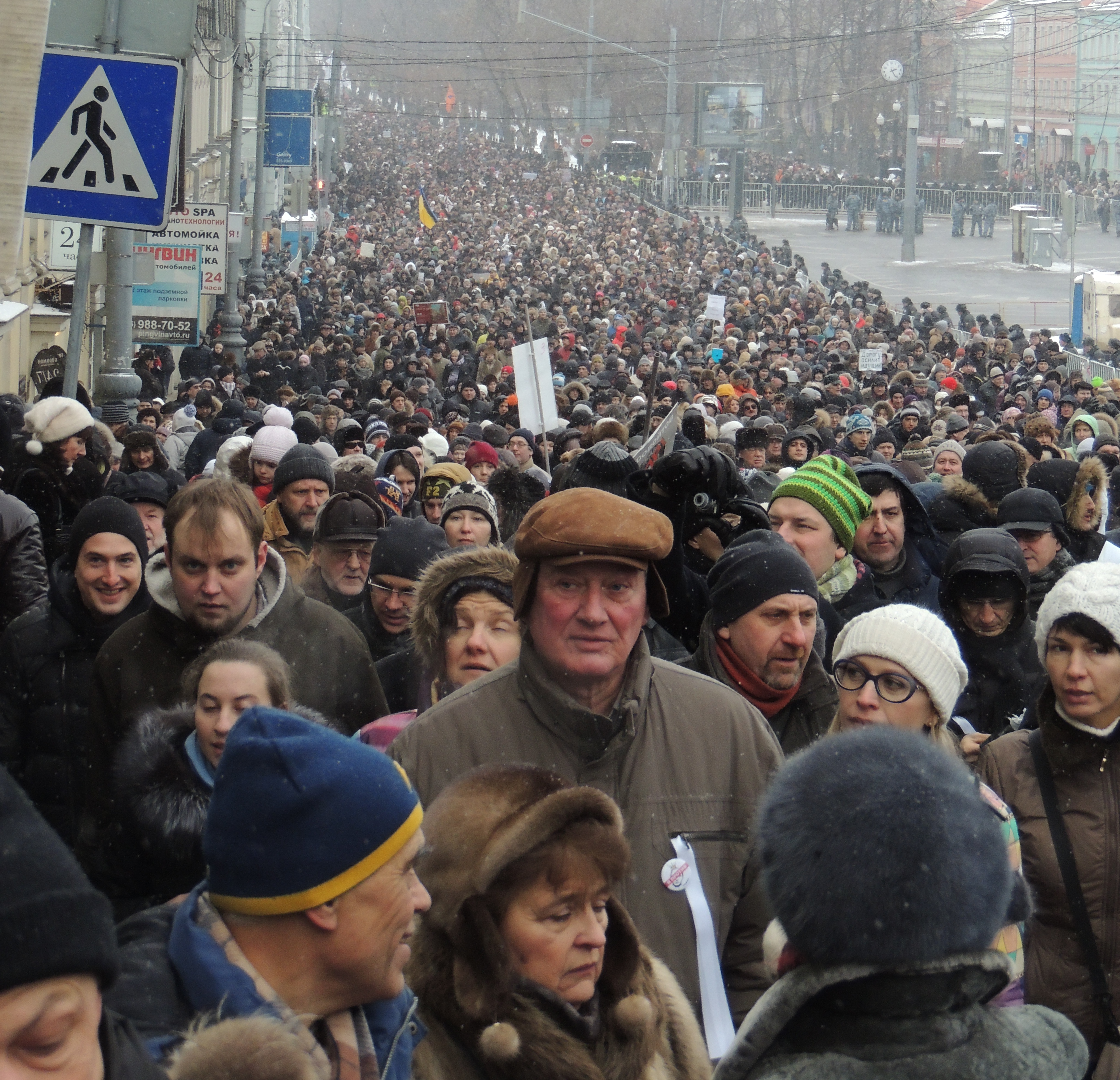
Pochod proti ničemům

### „Pochod proti ničemům“ 13. ledna 2013
Demonstrace nazvaná „Pochod proti ničemům“ se konala v Moskvě 13. ledna 2013 proti kontroverznímu zákonu Dimy Jakovleva zakazujícímu mimo jiné adopci ruských sirotků občany USA. O povolení demonstrace bylo zažádáno a bylo vydáno. Demonstrace se za silného mrazu podle aktivistů zúčastnilo 24 000 demonstrantů, podle ruské policie jich bylo jen 9500. Zákaz adopce ruských sirotků občany USA vyvolal protesty proto, protože v Rusku žije na 650 000 dětí v pěstounské péči a v sirotčincích, přičemž asi 120 000 dětí je způsobilých k adopci. Přijetím kontroverzního zákona ztratily mnohé děti naději najít rodinu a domov.
Mnozí účastníci podporovali protiruský Magnitského zákon (sankce USA proti Rusku) jako způsob potrestání ruských představitelů za jejich zločiny, které by jinak zůstaly nepotrestány.